# 石川公一 (地方公務員)
石川 公一（いしかわ こういち、1942年 - ）は、日本の地方公務員。別府市助役や、大分県教育委員会教育長、大分県副知事、立命館アジア太平洋大学教授、国立大学法人大分大学理事等を歴任した。

## 人物・経歴
大分県生まれ。大分県立大分舞鶴高等学校を経て、1965年大分大学経済学部経済学科卒業、大分大学経済学専攻科入学。1968年一橋大学大学院法学研究科修士課程修了、法学修士。指導教官蓼沼謙一。父親が倒れたため大学教員になることを断念し、同年大分県入庁。大分県総務部総務課参事、大分県保健環境部環境保全課長、大分県総務部地方課長等を経て、1997年大分県企画部過疎・地域振興対策局長。1998年別府市助役。
2000年大分県監査事務局長。2001年大分県教育委員会教育長。2003年大分県副知事。2007年立命館アジア太平洋大学特別招聘教授、大分大学経済学部非常勤講師。2010年国立大学法人大分大学監事、立命館アジア太平洋大学客員教授。
2014年国立大学法人大分大学顧問、一般財団法人四極会会長。同年国立大学法人大分大学理事（法務・コンプライアンス担当）、立命館アジア太平洋大学客員教授。2019年国立大学法人大分大学理事（法務，コンプライアンス担当）。2020年国立大学法人大分大学理事（法務，コンプライアンス，地域連携担当）、瑞宝中綬章受章。2022年国立大学法人大分大学学長相談役。

## 著書
- 『実践政策法務 : 地方行政における「法」とは』ぎょうせい 2007年
- 『図解自治体職員のためのトラブル解決事例集』（編著）ぎょうせい 2011年
- 『自治体職員と説明責任 : 判例・実例に学ぶ法令の遵守とコンプライアンスの確立』ぎょうせい 2014年
- 『新図解自治体職員のためのトラブル解決事例集』ぎょうせい 2018年
- 『自治体職員心得箇条 : 事例に学ぶ地方行政42の論点』ぎょうせい 2022年